# Jack Taylor (zapaśnik)
James „Jack” Taylor (ur. 7 marca 1932 w Bradford, zm. 7 października 2015 tamże) – brytyjski zapaśnik walczący w stylu wolnym. Olimpijczyk z Melbourne 1956, gdzie odpadł w eliminacjach w kategorii 67 kg.
Mistrz kraju w: 1956 (69 kg).
- Turniej w Melbourne 1956

Pokonał Mateo Tanaquina z Filipin a przegrał z Tommym Evansem z USA i Muhammadem Ashrafem z Pakistanu.